# Sant Quintí dels Banys d'Arles (església moderna)
Sant Quintí dels Banys d'Arles és l'església parroquial del poble dels Banys d'Arles, del terme comunal dels Banys d'Arles i Palaldà, a la comarca del Vallespir, de la Catalunya del Nord.

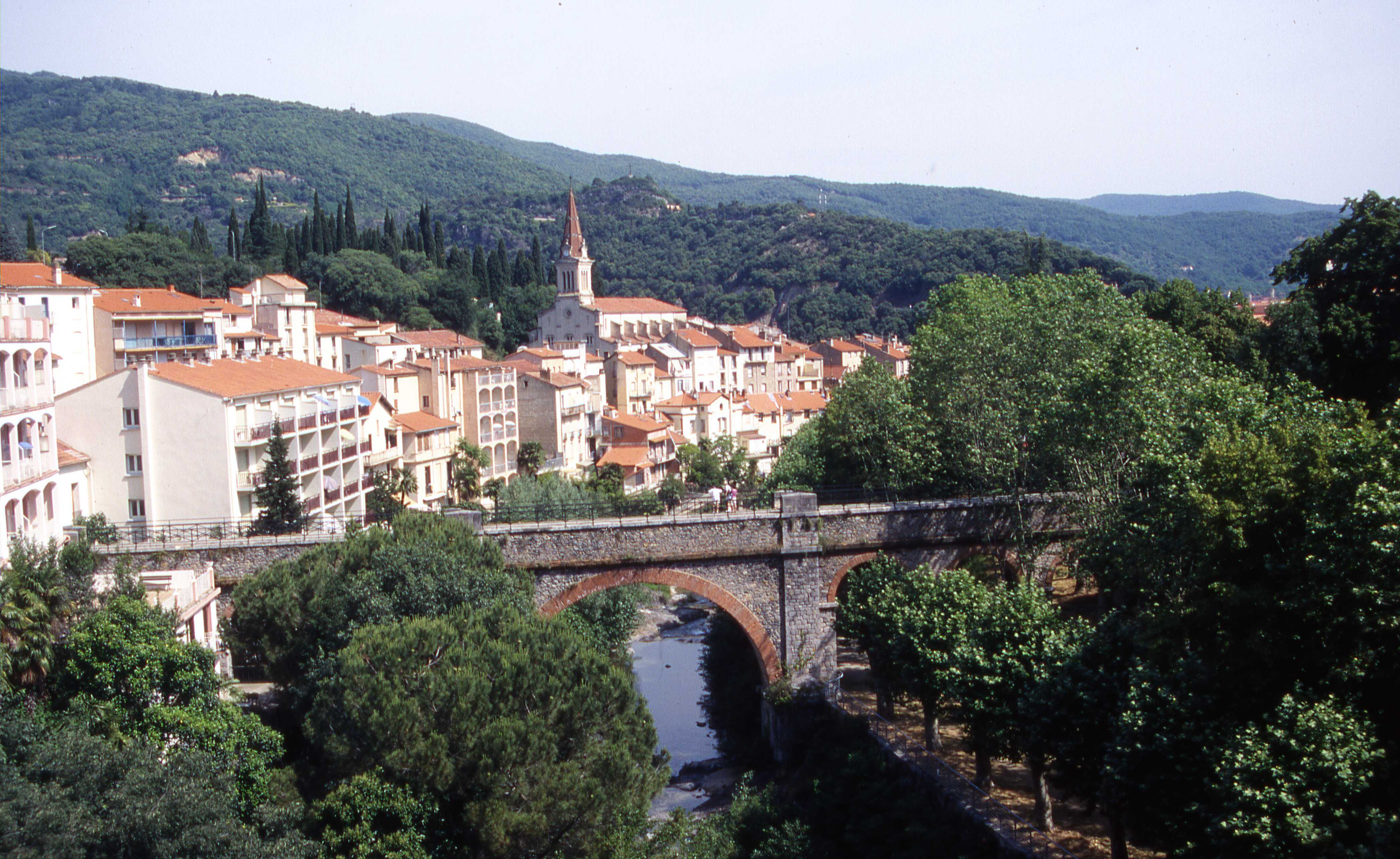
L'església en el poble, des del sud

Està situada al bell mig del poble dels Banys d'Arles, al costat de llevant del cementiri. És al punt on el carrer de l'Església arrenca del carrer de les Termes.
És una església contemporània, del segle xx, que pren el nom de la destruïda església de Sant Quintí d'Arles, on s'originà el monestir benedictí de Santa Maria d'Arles, posteriorment traslladat a la veïna població d'Arles.